# Murmanska oblast
Murmanska oblast (rusko Му́рманская о́бласть) je oblast v Rusiji v Severozahodnem federalnem okrožju. Leži na polotoku Kola. Na severu in vzhodu jo oblivata Barentsovo in Belo morje, na jugu meji z republiko Karelijo, na zahodu pa s Finsko in Norveško. Ustanovljena je bila 28. maja 1938.